# Jaakko Rauramo
Jaakko Kaarle Mauno Rauramo, född 27 november 1941 i Helsingfors, är en finländsk företagsledare.
Rauramo blev diplomingenjör 1966. Han anställdes 1966 vid Sanoma Oy, utsågs 1979 till medlem av styrelsen och var vd för företaget 1984–1999. Han var 1999–2001 vd för Sanoma Abp och var 2001–2006 ordförande på heltid för koncernstyrelsen; sistnämnda år utsågs han till styrelseordförande på deltid för en treårsperiod.
Rauramo erhöll bergsråds titel 1993 och utnämndes till teknologie hedersdoktor 2005.